# Albens
Albens är en kommun i departementet Savoie i regionen Auvergne-Rhône-Alpes i sydöstra Frankrike. Kommunen ligger i kantonen Albens som tillhör arrondissementet Chambéry. År 2018 hade Albens 3 895 invånare.

## Befolkningsutveckling
Antalet invånare i kommunen Albens
| Referens: INSEE |